# Кондрово (Тульская область)
Кондрово — деревня в Узловском районе Тульской области России.
В рамках административно-территориального устройства относится к Хитровской сельской администрации Узловского района, в рамках организации местного самоуправления входит в Шахтёрское сельское поселение.

## География
Расположена у южной границы города Узловая (в 5 км к югу от железнодорожной станции Узловая I).

## Население
| 2002 | 2010 |
| ---- | ---- |
| 301  | ↘276 |

Население — 276 чел. (2010).